# Albrecht Riedesel zu Eisenbach (Künstler)
Albrecht Georg Theodor Riedesel Freiherr zu Eisenbach (* 17. Juni 1882 auf Schloss Stockhausen; † 2. Oktober 1955 in Sassen) war ein deutscher Offizier und bildender Künstler.

## Leben
Der der alten hessischen Adelsfamilie Riedesel entstammende Albrecht wurde auf Schloss Stockhausen geboren. Dort und in Darmstadt, wo der Vater das Hofamt eines Kammerherren der Großherzöge Ludwig IV. und Ernst Ludwig von Hessen-Darmstadt innehatte, verbrachte Albrecht seine Kindheit und Jugend. Ab 1892 besuchte er das Ludwig-Georgs-Gymnasium in Darmstadt. Während seiner Schulzeit entdeckte er seine künstlerische Begabung. Weil er seine Lehrer karikiert hatte, was diese missbilligten, musste Albrecht Riedesel kurz vor seinem Abitur im Jahr 1903 das Gymnasium verlassen.

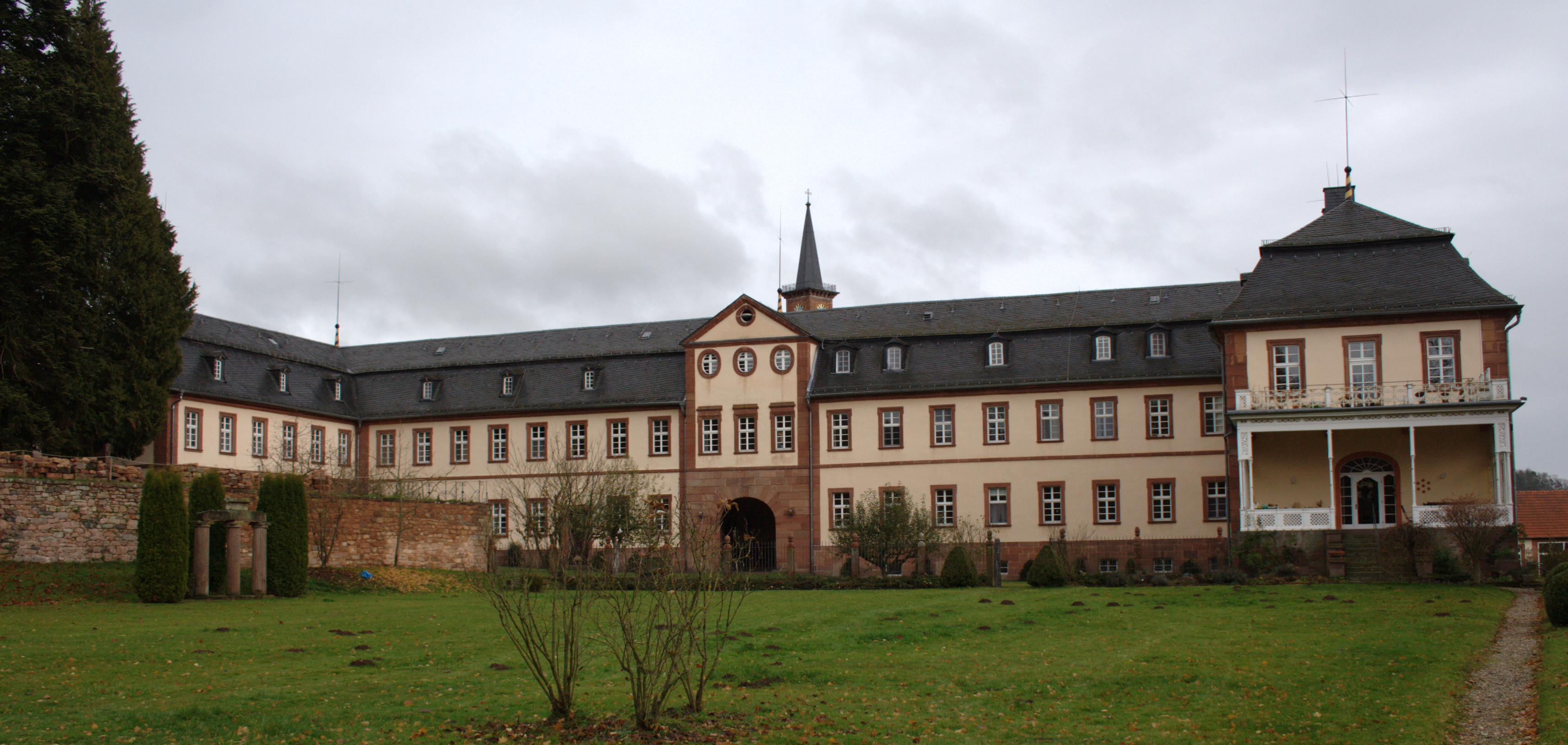
Schloss Stockhausen, Ansicht vom Schlosspark

Er ging zum Militär, absolvierte in Berlin seine Ausbildung zum Fähnrich und trat anschließend in das preußische Husarenregiment Landgraf Friedrich II. von Hessen-Homburg (2. Kurhessisches) Nr. 14 in Kassel ein. Während seiner Militärzeit nahm er äußerst erfolgreich an Jagd- und Reitturnieren teil. Er wurde Adjutant des Herzogs Georg II. von Sachsen-Meiningen.
1910 heiratete Albrecht in Freiburg im Breisgau die Darmstädter Offizierstochter Susanne Margarethe Antonie von Kleinschmit. Im gleichen Jahr wurde er als Lehrer an die Kavallerie-Telegraphenschule Berlin versetzt. Dort lernte er den Kunstmaler Leo von König kennen und versuchte sich in Kupferstichen, Steindrucken, Radierungen, Federzeichnungen, Karikaturen und Exlibris. Im Frühjahr 1914 wurde er zu seinem Regiment nach Kassel zurück versetzt. Im Ersten Weltkrieg führte er in Frankreich und Belgien eine Nachrichtenabteilung seines Regiments. An Rheuma erkrankt, wurde Riedesel im Frühjahr 1915 von der Front zurück nach Kassel versetzt, wo er bis Kriegsende Kommandeur einer Ersatzschwadron seines Regiments war. Mit Ausbruch der Novemberrevolution im Deutschen Reich nahm Riedesel als Rittmeister 1918 seinen Abschied vom Militär und zog sich auf den Familiensitz in Stockhausen zurück.
In den folgenden Jahren konnte sich Albrecht Riedesel uneingeschränkt seinen künstlerischen Ambitionen widmen. Er verlegte sich ganz auf Federzeichnungen und veröffentlichte 1919 im Kunstverlag Gustav Mandt in Lauterbach erste Postkarten. Es folgten weitere Veröffentlichungen seiner Werke in den Jahren 1920, 1922, 1924 und 1927. Der Maler Otto Ubbelohde, der im Haus Riedesel verkehrte, wurde Vorbild und Berater Albrechts.
Im Auftrag des Landeshistorikers und Hausarchivars der Riedesels, Eduard Edwin Becker, bereiste Albrecht ab 1921 das Land, um Motive der Familiengeschichte zu zeichnen. Er zeichnete Ahnen- und Stammtafeln seiner Familie. Später beschäftigte er sich außerdem mit Holzschnitzerei. Zunächst stellte er Figuren aus seiner Familie, später aus der hessischen Ritterschaft sowie aus weiteren Themen her. Er fertigte Schablonen für kunstgewerbliche Spielsachen an, nach den Stockhausener Handwerker dann Figuren herstellten, die unter dem Logo ARZE (Albrecht Riedesel zu Eisenbach) verkauft wurden. 1925 zog Albrecht Riedesel in ein nach seinen Plänen erbautes Herrenhaus in Sassen bei Lauterbach. Dort baute er sich eine Angorakaninchen- und Nutriazucht auf. Für seine Söhne schrieb er den zweibändigen Roman Hermann Riedesel der Brackenburger, der die Entstehungsgeschichte der Familie Riedesel behandelte. Der 1. Band erschien als Privatdruck 1927, der zweite Band blieb unveröffentlicht. Ab 1931 entwarf Albrecht die Titelseiten der Heimatblätter für den Kreis Lauterbach und die Kirchenzeitung Heimat-Glocken. Er war ein eifriger Förderer der Heimatgeschichte und -kunst und Mitbegründer mehrerer Vereine. Außerdem setzte er sich für die Restaurierung der Burg Wartenberg ein.
Mit zunehmendem Alter zwang ihn das Zittern der Hände, die Federzeichnungen auf zugeben. Er widmete sich nun verstärkt der Aquarellkunst und malte hauptsächlich reale und erfundene Landschaften, Stadt- und Ortsansichten sowie Bauwerke und Stillleben. 1933 konnte er unter Anleitung des Münchener Landschaftsmalers E. A. Höber seine Aquarelltechnik vervollkommnen. Riedesel veröffentlichte keines seiner Gemälde, vielmehr verschenkte oder verkaufte er sie oder behielt sie selbst. Den Nationalsozialisten stand Riedesel ablehnend gegenüber. Als man ihn nach 1933 wegen seiner Kaninchen- und Nutriazucht zum Eintritt in einen NS-Züchterverband zwingen wollte, gab er seine Zucht auf und ließ die Nutrias frei.
Nach dem Zweiten Weltkrieg übernahm Albrecht Riedesel 1946 die Geschäftsleitung der Waldgesellschaft der Riedesel Freiherren zu Eisenbach sowie des Familienunternehmens Industriebetriebe OHG. In dieser Funktion erwarb er sich große Verdienste bei der Industrialisierung Lauterbachs. Für seine Malerei fand er dadurch aber kaum noch Zeit.

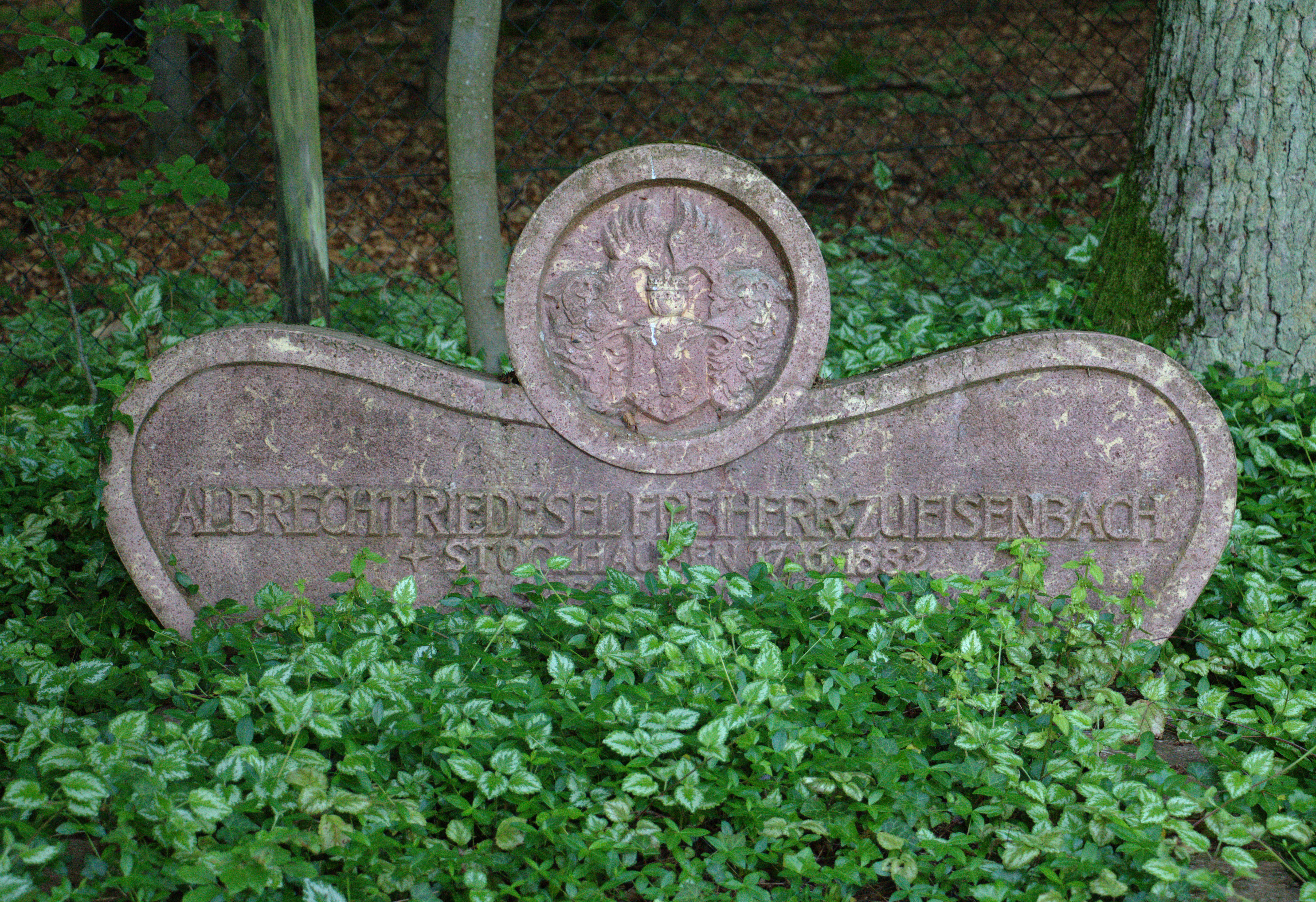
Grab Albrechts Riedesel Freiherr zu Eisenbach nahe Hofgut Sassen (Lauterbach)

Nach langer Krankheit starb Albrecht Riedesel Freiherr zu Eisenbach 1955 in Sassen. Er wurde auf dem dortigen Friedhof der Familie Riedesel beigesetzt.
Albrecht Riedesel zu Eisenbach war nach dem Zweiten Weltkrieg Rechtsritter des Johanniterordens und Obervorsteher des ritterschaftlichen Stifts Kaufungen.

## Ehrungen
- 1952: Verdienstkreuz am Bande der Bundesrepublik Deutschland

## Quelle und Literatur
- Aus Oberhessens verklungenen Zeiten. Verlag Degener & Co, 1969.